# Antony Béraud
Antoine-Nicolas Béraud, dit Antony Béraud, né à Aurillac le 10 janvier 1792 et mort à Paris 10e le 5 février 1860, est un militaire, chansonnier, écrivain, poète, historien et auteur dramatique français.

## Biographie
Il entre en 1809 à l'École militaire de Saint-Cyr et devient sous-lieutenant. Il est alors envoyé en garnison à Milan et participe aux dernières campagnes de l'Empire. Capitaine, il est fait prisonnier à la bataille du Mincio le 8 février 1814. Capitaine d’état-major pendant les Cent-jours, il sert à Grenoble puis prend part à la bataille de Waterloo et à la bataille de Ligny où il devient chef de bataillon.
Licencié, dégradé et mis en demi-solde sous Louis XVIII, il se lance alors dans la littérature et collabore à de nombreuses revues : Revue et gazette des théâtres, La Minerve, L’Abeille, L’Indépendant, La Boussole politique, La Pandore, Le Siècle, Les Salons de Paris, la Gazette de Paris, les Annales de l’école française et des beaux-arts, etc.
Ses poésies et chansons, dirigées contre les Bourbons lui valent six mois d'emprisonnement. Il participe activement à la révolution de 1830, reçoit la croix de Juillet et récupère sa Légion d'honneur. Il est de même réintégré comme chef de bataillon de la garde nationale de Paris, poste qu'il quittera en 1834.
En 1832, il est récompensé d'une médaille de la ville de Paris pour sa bravoure lors de l'épidémie de choléra.
Directeur du théâtre Saint-Marcel (1839), puis du théâtre de l'Ambigu (1840-1849), il devient en 1849, directeur de la prison de Belle-Isle en mer (1849-1850).
Ses pièces furent jouées dans les plus grands théâtres parisiens : Théâtre de l'Ambigu, théâtre de la Gaîté, théâtre de la Porte-Saint-Martin, théâtre de l'Odéon, etc.

## Distinctions
- Chevalier de la Légion d'honneur

## Œuvres
- Lettres à mon ami et à ma maîtresse, poésies, 1815.
- La Dauphinoise, chanson, 1815.
- Satires ménippées sur les principaux événements de la Révolution française, avec des notes critiques et historiques, par un ancien troubadour, 1816.
- Mémoires pour servir à l’histoire des évènements de la fin du dix-huitième siècle depuis 1760 jusqu’en 1806-1810, 6 vol., 1817-1818, avec Jean-François Géorgel.
- Le Champ d’asile, Serrez-vous bien, chansons, 1818.
- Les Veillées d’une captive, avec Auguste Imbert et Louis-François L'Héritier, 1818.
- Le Départ du poète, 1819.
- Les Modes parisiennes, almanach pour l’année 1820, 1819.
- Amour, Orgueil et Sagesse, nouvelles, 1820.
- La Liberté, Ode à David exilé, Le Rappel, poésies, 1821.
- Trois jours de promenade d’un étudiant en droit, 1822.
- Un mot sur le tableau d’Iphigénie, refusé par le jury de peinture, au Salon de 1824, 1824.
- Nouveaux mémoires pour servir à l’histoire de l’empereur Napoléon, 1824.
- Dictionnaire historique de Paris, 1825.
- Cri d’un vieux soldat à l’ex-garde nationale, 1827.
- Veilles poétiques, 1831.
- Introduction à toutes les histoires de France, ou Histoire des peuples qui ont habité la Gaule, depuis les temps les plus reculés jusqu’à Clovis, 1832.
- Histoire pittoresque de la Révolution française, 1833.
- L’Avenir des peuples, histoire contemporaine des mœurs, des arts, de l’industrie, du commerce, des voyages, 1834.
- Mémoires inédits de Henri Masers de Latude, avec Henri Masers de Latude, 1835.
- Veilles patriotiques, 1835.
- Le Pendu, histoire d’une grande dame de la restauration napolitaine et du baron Pierre Férat, aujourd’hui galérien, 1836.
- Versailles et son musée, à-propos en vers, 1836.
- Le Nœud républicain, couplets chantés au banquet fraternel donné par la 5e compagnie du 2e bataillon de la 6e légion, 1848.

## Théâtre
- Les Deux coups de sabre, drame en 3 actes, avec Charles Puisaye, 1822.
- Cardillac ou le Quartier de l’Arsenal, mélodrame en trois actes, avec Chandezon, 1824.
- Les Aventuriers ou le Naufrage, mélodrame en 3 actes, avec Léopold Chandezon, 1824.
- Cagliostro, mélodrame en 3 actes, avec Léopold Chandezon, 1825.
- Les Prisonniers de guerre, mélodrame en 3 actes, avec Chandezon, 1825.
- La Redingotte et la Perruque, ou le Testament, mimodrame en 3 actes à grand spectacle, avec Chandezon, 1825.
- Charles Stuart, ou le Château de Woodstock, mélodrame en 3 actes, à grand spectacle, avec Eugène Cantiran de Boirie, 1826.
- Le Corregidor ou les Contrebandiers, mélodrame en 3 actes, avec Chandezon, 1826.
- Le Monstre et le Magicien, mélodrame féerique en trois actes, avec Jean-Toussaint Merle, 1826.
- Le Monstre et le Magicien, mélodrame, avec Merle et Crosnier, 1826.
- Irène ou la prise de Napoli, mélodrame en 2 actes, avec Chandezon, 1827.
- Le Vétéran, pièce militaire en 2 actes, avec Chandezon, 1827.
- Faust, drame en 3 actes, avec Jean-Toussaint Merle et Charles Nodier, 1828.
- La Duchesse et le Page, comédie en 3 actes, en prose, 1828.
- Le Siège de Saragosse, pièce militaire en 2 actes à grand spectacle, 1828.
- Tom-Wild, ou le Bourreau, mélodrame en 3 actes, avec Anicet Bourgeois, 1828.
- Le Fou, drame en 3 actes, avec Alexis Decomberousse et Gustave Drouineau, 1829.
- Nostradamus, drame en 3 actes et en 6 parties, avec Valory, 1829.
- Adrienne Lecouvreur, avec Valory, 1830.
- Guido Reni ou les Artistes, pièce en 5 actes et en vers, avec Jean-Nicolas Bouilly, 1833.
- Le Gars, drame en cinq actes et six tableaux, 1837.
- Lélia, drame en 3 actes, en prose, avec Jules-Édouard Alboize de Pujol, 1838.
- La Verrerie de la gare, drame anecdotique et populaire en 3 actes, 1838.
- Le Prêteur sur gages, drame en trois actes, avec Henri de Saint-Georges, 1838.
- Napoléon, drame historique en 3 actes et 5 tableaux, avec Théophile Marion Dumersan, 1839.
- Meurtre et Dévouement, drame en 3 actes, 1839.
- Édith ou la Veuve de Southampton, drame en 4 actes, avec Alphonse Brot, 1840.
- Francesco Martinez, drame en trois actes, 1840.
- Le Maître à tous, comédie en 2 actes, avec Charles Potier, 1840.
- La Lescombat, drame en 5 actes, avec Brot, 1841.
- Le Miracle des roses, drame en 16 tableaux, avec Hippolyte Hostein, 1844.
- Le Rôdeur, ou les Deux Apprentis, drame en 3 actes, avec Chandezon, 1844.
- Hortense de Blengie, comédie-drame en 3 actes, avec Frédéric Soulié, 1848.
- Entre l’enclume et le marteau, comédie-vaudeville en 1 acte, 1850.
- Taconnet, ou l’Acteur des boulevards, vaudeville en 5 actes, avec Clairville, 1852.
- Un festival, comédie-vaudeville en 1 acte, 1853.
- Les Guides de Kinrose, drame-vaudeville en 2 actes, avec Édouard Louis Alexandre Brisebarre, 1854.